# Joshua Bassett
Joshua Taylor Bassett (født 22. december 2000) er en amerikansk skuespiller og sanger. Han er kendt for sin hovedrolle som Ricky Bowen i High School Musical: The Musical: The Series.

## Filmografi
- Lethal Weapon (2017)
- Game Shakers (2018)
- Dirty John (2018)
- Stuck in the Middle (2018)
- Greys hvide verden (2019)
- High School Musical: The Musical: The Series (2019−2023)
- Limbo (2021)
- A Night With Joshua Bassett (2021)
- Better Nate Than Ever (2022)
- Nat på museet: Kahmunrah rejser sig igen (2022)

## Diskografi
- Joshua Bassett (2021)
- Crisis / Secret / Set Me Free (2021)
- Sad Songs in a Hotel Room (2022)
- Different (2022)